# Leon Gregory
Leon Gregory, född 23 november 1932, är en australiensisk före detta friidrottare.
Gregory blev olympisk silvermedaljör på 4 x 400 meter vid sommarspelen 1956 i Melbourne.